# Pozitron
Pozitron je antidelec elektrona. Je delec antimaterije z električnim nabojem +1 e0, spinom +1/2 in maso, enako masi elektrona. Ko pozitron anihilira z elektronom, se masa obeh v procesu, znanem kot anihilacija para, pretvori v energijo dveh ali treh fotonov.
Pozitroni nastanejo pri razpadu β+ ali pri interakciji visokoenergijskih (> 1,022 MeV) fotonov s snovjo v procesu, imenovanem nastanek para.
Obstoj pozitrona je leta 1928 napovedal Dirac, odkril pa leta 1932 Anderson pri reakciji kozmičnih žarkov.